# Google阅读器
Google阅读器（Google Reader）曾是Google公司旗下一个基于网络的聚合器，能在线或者离线阅读Atom和RSS。英文版的Google Reader于2005年10月7日通过Google实验室发布，2007年9月17日成为正式版。中文版的Google阅读器大约在2007年9月18日左右发布。
2013年3月13日Google宣布，作为第二个春季大扫除计划之一，Google閱讀器因用户数量逐年下降，于2013年7月1日终止服務，用户有3个多月的时间导出自己的数据。

## 发展简史
2001年初，谷歌软件工程师克里斯·维瑟雷尔（Chris Wetherell）启动了一个名为JavaCollect的项目，提供基于网络上RSS消息源的新闻门户。随后，他领导一支小型团队从事了另一个类似项目，于2005年10月7日推出了经过改进的产品，即Google Reader。
2006年9月1日，Google Reader发布了新版本，包括改版界面设计，并引入新功能，例如统计未读条目数量，标记所有条目为已读，新的基于目录的浏览方式，以及帮助用户一次查看多个条目的扩展视图。此外，新版Google Reader也引入了分享功能，用户可以向其他人分享条目。
2007年1月30日，Google Reader开始支持来自YouTube和Google Video的视频内容。
2007年9月17日，谷歌产品营销经理、随后成为Instagram创始人的凯文·斯特罗姆（Kevin Systrom）宣布，Google Reader从谷歌实验室中毕业。但之后的五年多就再也没发布大的更新。
谷歌在2011年推出社交网络Google+时，将其与Google Reader进行了深度整合。用户可通过Google Reader将内容链接公开分享，或分享到如Facebook、Twitter等社交平台，Google+出现后也被整合到分享平台中。随着新兴社交平台的出现，Google Reader所不具有的交友、关注等功能成为短板，但Google Reader仍有一大批忠实用户，以此订阅和发现互联网上的精彩内容。
2013年3月13日，谷歌技术基础设施高级副总裁乌尔斯·霍尔泽（Urs Hölzle）宣布，Google Reader将于2013年7月1日关闭。
与Google Reader同时或之后亦有若干具类似功能的服务，如鲜果阅读器、Feedly、Inoreader、Digg Reader等。但RSS订阅服务的弱化也非常明显，微博客和微信公众号等取代博客成为流行的内容分享平台，更多的网站通过RSS只提供内容概要，包括纽约时报中文网、FT中文网等，果壳网等网站关闭了RSS订阅服务。

## 特征

### 界面
谷歌阅读器的界面在2006年9月28日进行了重大调整。产品经理尼克·鲍姆（Nick Baum）在接受罗伯特·斯考伯（Robert Scoble）的采访中表示：这次重新设计是一种趋势，条目的聚合应更加适合于公众的口味。然而新版本的设计师凯文·福克斯（Kevin Fox）发现，对于习惯“流”式阅读（即不分类的浏览所有新消息）的用户，原先的版本是最理想的。新版本在设计中考虑了大多数读者的阅读习惯，提供不同的分类阅读方式，包括消息来源、组、标签、文件夹或“必须阅读”等。
新版谷歌阅读器的新功能包括：
- 在首页就可以一览所有未读条目的列表。
- 支援导入或导出OPML格式的订阅列表。
- 为主要功能增设了快捷键。
- 可选择以“列表”视图（仅显示标题）或“展开”视图（显示各条的详细内容）浏览条目。
- 在扩展视图中，滚动查看条目时，这些条目会标为已读。（可在设置中关闭）
- 允许在所有订阅的所有历史更新中搜索关键词。[8]
- 一个复活节彩蛋，当用户输入秘籍（上上下下左右左右BA）后会看到一个特殊的“忍者”皮肤。[9]

### 键盘快捷键
和Gmail一样，Google阅读器利用Javascript定义了一些快速键，让用户可以直接以键盘进行某些操作。提高效率，在光标不在输入框的情况下，按下“？”键就会显示出快捷键窗口。

### 管理订阅
在谷歌阅读器中，用户可以既可以直接输入RSS或Atom的URL，也可以通过搜索功能添加订阅。每个消息来源的未读条目数会自动更新并在左栏中显示。条目列表可以按日期或相关性进行排序。每个消息来源都可以加上数个用户定义的分类标签。被加上星标的条目可以单独列出。
订阅的项目和文件夹可以用上下拖动的方式整理须序。

### 共享
用户可以在谷歌阅读器中共享订阅的条目。先前版本的共享功能由两种方式实现：一是发送电子邮件，将共享条目的链接通知给其它用户；二是建立一个网页列出账户中共享的所有条目。2007年10月，谷歌改变了该共享策略，用户只要将条目标记为共享，用户的Google Talk中所有的联系人就可以看到这些条目。这一功能由于未提供关闭的选项而遭到了用户的批评。用户页面中共享条目的URL含有一个随机的字符串，谷歌称这是一种限制共享的方式，只有得到了你给的链接，其他用户才能访问你的共享。
2011年11月开始，谷歌阅读器进行大规模改版，把Google+整合进阅读器。通过新增加的“+1”按钮，用户可直接将在谷歌阅读器中看到的新闻分享给其他Google+好友。“+1”按钮取代了谷歌阅读器中此前已具有的“共享”及“带备注的共享”等按钮。 但这一举动引起了很多老用户的不满。

### 访问方式
- 谷歌阅读器是第一个利用Google Gears功能的程式。Google Gears是一个浏览器的插件，它可以使在线程式离线工作。安装了该插件的用户可以在谷歌阅读器中下载多达2000个条目以脱机阅读。重新上线后谷歌阅读器会更新所有的消息来源。谷歌阅读器的离线模式只支持英文版本。[14]2010年6月1日起，谷歌阅读器不再支持离线功能。[15]

- 2006年5月18日，谷歌阅读器发布了移动版（页面存档备份，存于）界面，它现在可以在支援XHTML或WAP2.0的设备上使用。2008年5月12日，谷歌发布了一个专供iPhone用户使用的谷歌阅读器版本。你可以在这里（页面存档备份，存于）找到它。[16]

- 2006年5月4日，谷歌发布了一个新的特性[17]，允许用户将在阅读器上订阅的消息来源显示在iGoogle（谷歌的个性化主页）上。

- Mozilla Firefox（在2.0或更高的版本中支援）在消息来源的识别功能中加入了谷歌阅读器。当用户在Firefox中点击一个消息来源时，Firefox会自动重定向到谷歌阅读器的“添加订阅”页面。

## 封锁
由于Google阅读器支持SSL加密连接且其服务器不在中国大陆境内，故有部分用户通过加密连接来规避防火长城的内容审查，并订阅被防火长城封锁的境外新闻媒体网站。故此当局透过间断性打断Https连接来干扰用户使用阅读器，并且封锁google.com/reader/view/feed/。